# Новоселівка (Покровський район)
Новосе́лівка — село Очеретинської селищної громади Покровського району Донецької області, в Україні. Населення становить 541 осіб.

## Загальні відомості
Відстань до райцентру становить близько 60 км і проходить автошляхом місцевого значення. Через село проходить залізниця, у ньому розташований зупинний пункт Залізне.
Землі села межують із територією смт Нью-Йорк Торецької міської громади Донецької області.

## Населення
За даними перепису 2001 року населення села становило 541 особу, з них 73,75 % зазначили рідною мову українську, 25,88 %— російську та 0,18 %— білоруську.